# George Whipple
George Hoyt Whipple (ur. 28 sierpnia 1878 w Ashland, zm. 1 lutego 1976 w Rochesterze) – amerykański lekarz, laureat Nagrody Nobla w dziedzinie fizjologii lub medycyny (w 1934, razem z George’em Richardsem Minotem i Williamem Parrym Murphym) za odkrycie pozytywnych skutków leczenia anemii złośliwej wyciągami z wątroby.
Jako pierwszy opisał, w 1907, układową infekcję bakteryjną przebiegającą z zajęciem jelita cienkiego nazwaną ku jego pamięci chorobą Whipple’a.

## Życiorys
Był synem lekarzy Ashleya Coopera Whipple i Frances Anny Hoid (a także wnukiem lekarzy). Ojca stracił w wieku dwóch lat. Kształcił się w Phillips Academy, a następnie na Uniwersytecie Yale, który ukończył z tytułem licencjata w 1900 roku. Uczęszczał do szkoły medycznej Uniwersytetu Johnsa Hopkinsa, gdzie w 1905 uzyskał stopień doktora medycyny i potem pracował w departamencie patologii.
W czasie budowy Kanału Panamskiego wyjechał do Panamy, jako patolog, i pracował w Ancon Hospital (później przemianowanym na Gorgas Hospital) w 1907 i 1908. Wrócił do Baltimore i pokonywał kolejne szczeble kariery na Uniwersytecie Johnsa Hopkinsa (1910–1914).
W 1914 został mianowany profesorem medycyny badawczej i dyrektorem Hooper Foundation for Medical Research na Uniwersytecie Kalifornijskim w San Francisco. Był dziekanem UCSF Medical Center w 1920 i 1921.
Na prośbę rektora Uniwersytetu w Rochesterze Whipple zgodził się w 1921 zmienić pracodawcę i otrzymał stanowisko dziekana powstającego właśnie wydziału  medycznego. Był dziekanem do 1954 i pozostał w Rochesterze przez resztę swego życia. Został pochowany na Mount Hope Cemetery w tym mieście.

## Badania
Badał procesy tworzenia i przemiany hemoglobiny w organizmie. Jest autorem prac dotyczących wątroby, przemiany żelaza w ustroju i zawartości ciał białkowych w surowicy krwi.